# Simiskina hartertii
Simiskina hartertii är en fjärilsart som beskrevs av William Doherty 1889. Simiskina hartertii ingår i släktet Simiskina och familjen juvelvingar. Inga underarter finns listade i Catalogue of Life.